# Trésors de l'histoire
Trésors de l'histoire est un magazine français consacré aux détecteurs de métaux, aux trésors, aux monnaies, et à l'histoire.

## Description
Le concept rédactionnel est celui d'une part d'un journal fait d'articles sur l'actualité, balayant tous les sujets de la détection de loisir, les nouveautés du marché, d'autre part des articles fouillés sur un chapitre de l'histoire ayant un rapport avec la cache de trésors. Le magazine accorde une large place aux lieux de détection potentiels.
Il dispose aussi d'une page juridique permettant aux lecteurs d'être au courant des derniers textes de loi ayant trait au détecteur de métaux ou à la prospection au sol ainsi que leur application et la jurisprudence qui en découle. L'historien et écrivain Didier Audinot en fut le directeur de publication, fonction qu'il occupa jusqu'à son décès survenu le 6 juin 2011.
Le numéro 244 de Trésors de l'Histoire daté de Juin-Juillet 2011, est le dernier publié après 31 ans de parution, à la suite du décès de son créateur Didier Audinot.